# پالینا آسیپینکا
پالینا دنیسوونا آسیپینکا (روسی: Полина Денисовна Осипенко؛ ‏اوکراینی: Поліна Денисівна Осипенко؛ ‏ ۸ اکتبر ۱۹۰۷ – ۱۱ مه ۱۹۳۹) خلبان نظامی اتحاد جماهیر شوروی بود که به همراه والنتینا گریزودوبوفا و مارینا راسکووا در ۲۴ تا ۲۵ سپتامبر ۱۹۳۸ یک پرواز بدون توقف بین مسکو و دریای اوخوتسک انجام داد و رکورد جدیدی در مسافت پرواز بدون توقف زنان را به نام خود ثبت کرد. به همین سبب، این سه خلبان، نخستین سه زنی بودند که در ۲ نوامبر ۱۹۳۸ نشان افتخار قهرمان اتحاد شوروی را دریافت کردند.

## اوایل زندگی
پالینا آسیپینکا با نام اصلی پالینا دودنیک در سال ۱۹۰۷ در نووسپاسوفکا در فرمانداری یکاترینوسلاو امپراتوری روسیه (امروزه استان زاپوریژیا در خاک اوکراین) در یک خانواده دهقانی اوکراینی به دنیا آمد و نهمین فرزند خانواده‌اش بود. او به مدت دو سال در یک مدرسهٔ کلیسایی تحصیل کرد و سپس دوره‌ای آموزشی در نگهداری از پرندگان گذراند. او تا سال ۱۹۳۰ در یک مزرعه بزرگ اشتراکی دولتی (موسوم به کلخوز) به‌عنوان مدیر یک مرغداری مشغول به فعالیت بود تا اینکه در سال ۱۹۳۰ به منظور یادگیری پرواز، به یک مدرسه خلبانی رفت. بین سال‌های ۱۹۳۰ و ۱۹۳۳، او در «مدرسه پرواز و خلبانی کازان» تحصیل کرد.
پولینا به یاد می‌آورد که چگونه نخستین بار یک زن خلبان دید: «یک هواپیما نزدیک روستای ما فرود آمد و زنی بیرون آمد. من با تعجب، وجودم آتش گرفت که: پس زنان هم می‌توانند پرواز کنند؟!»
پالینا آسیپینکا پس از فارغ‌التحصیلی از مدرسه خلبانی به استحدام ارتش درآمد و متعاقباً به عنوان افسر نظامی مشغول خدمت شد و وظیفهٔ خلبانی یک جنگنده را به عهده گرفت. در سال ۱۹۳۷، او موفق به ثبت سه رکورد جهانی برای ارتفاع پرواز شد. در اکتبر ۱۹۳۷، او و مارینا راسکووا با پرواز از مسکو به آق‌تپه (۱٬۴۴۴٫۷۲۲ کیلومتر معادل با ۸۹۷٫۷۰۹ مایل) رکورد جهانی پرواز بدون توقف زنان را به نام خود ثبت کردند و در ژوئیه ۱۹۳۸، پالینا آسیپینکا، ورا لوماکو و مارینا راسکووا با پرواز بدون توقف از سواستوپول به آرخانگلسک با یک فروند قایق پرنده «بریف مدل ام‌بی‌آر-۲» رکورد جدیدی را به نام خود ثبت کردند.
در ۲۴ سپتامبر، والنتینا گریزودوبوفا، پالینا آسیپینکا و مارینا راسکووا پروازی بدون توقف از مسکو به کامسامولسک بر آمور با هواپیمای بمب‌افکن توپولف اِی‌ان‌تی-۳۷ آغاز کردند. به دلیل شرایط سخت آب و هوایی، آنها فرودگاه کومسومولسک را از دست دادند و بدون هیچ سوختی خود را بر فراز ساحل دریای اختسک یافتند. گریزودوبوفا که خلبان یک هواپیما بود تصمیم گرفت در جنگل یک فرود اضطراری انجام دهد. به راسکووا دستور داده شد که با چتر نجات از هواپیما بیرون بپرد؛ که او پس از پرش متوجه شد کیت اضطراری خود را فراموش کرده است. بقایای هواپیما هشت روز پس از فرود توسط خدمه نجات پیدا شد. راسکووا ده روز پس از سقوط، راه خود را از طریق جنگل به آنها پیدا کرد. گریزودوبوفا و آسیپینکا در جریان فرود اضطراری زنده مانده و در داخل هواپیما باقی ماندند و سرانجام نحات یافتند. آنها هنوز هم رکورددار مسافت پرواز زنان هستند و عنوان و نشان افتخار قهرمان اتحاد شوروی را در ۲ نوامبر ۱۹۳۸ کسب کردند، تنها زنانی بودند که پیش از جنگ جهانی دوم موفق به این کار بزرگ شدند.
پالینا آسیپینکا در ۱۱ مه ۱۹۳۹ به همراه آناتولی سیروف و در جریان یک پرواز آموزشی کشته شد.

## نگارخانه

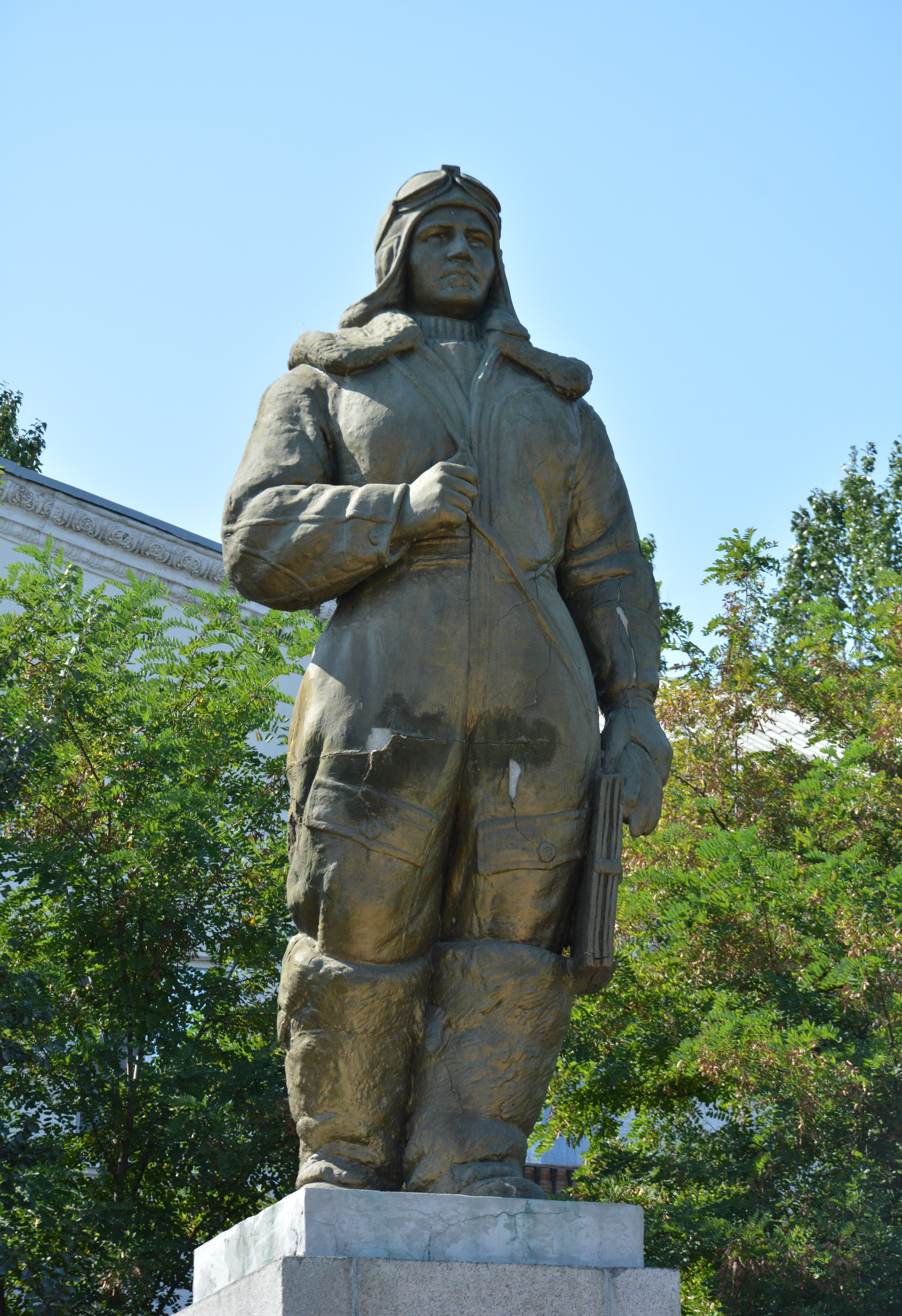
تندیس یادبود پالینا آسیپینکا در نزدیکی بردیانسک
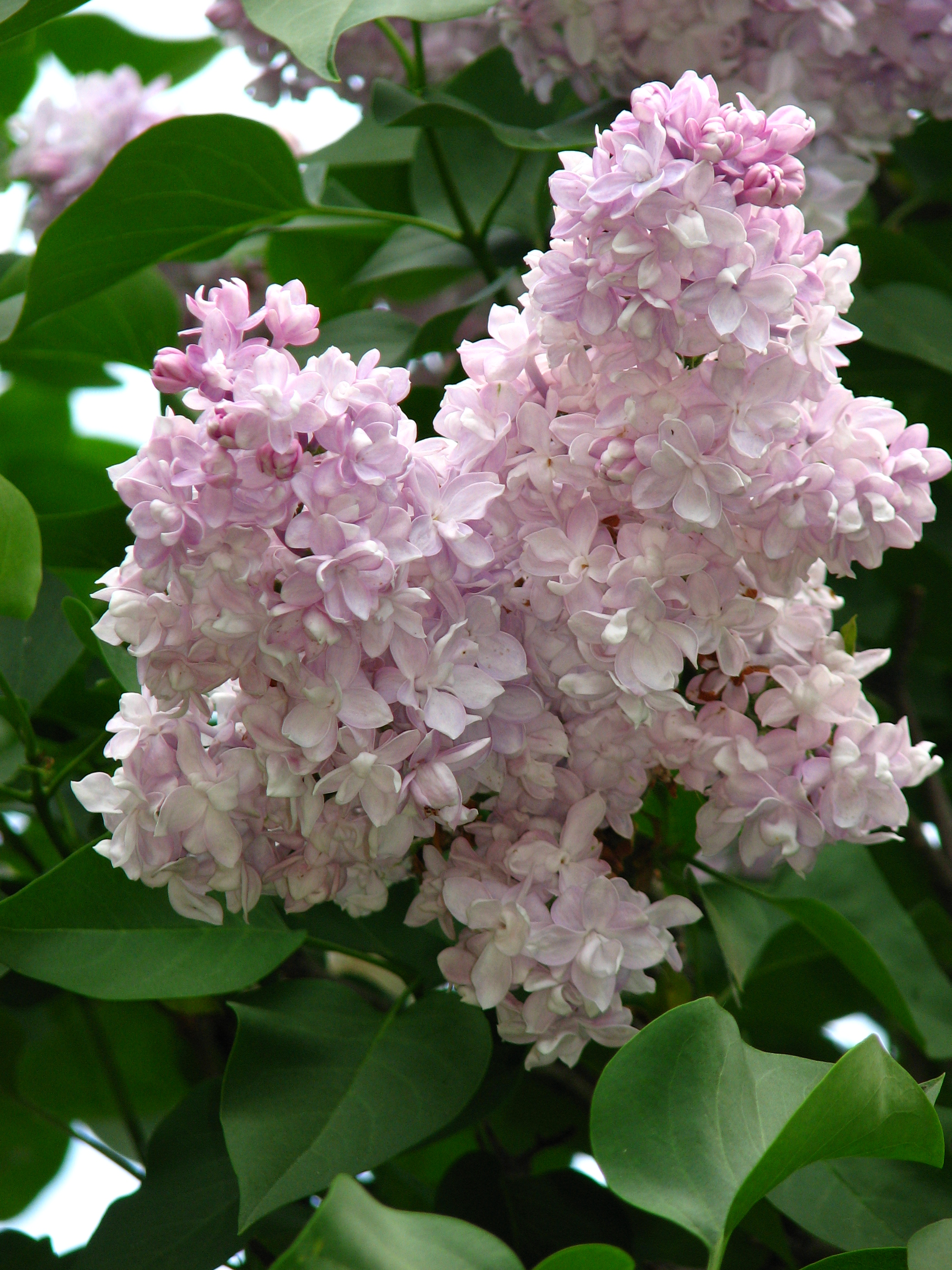
گونه‌ای یاس خوشه‌ای که به افتخار او «پالینا آسیپینکا» نامگذاری شده است
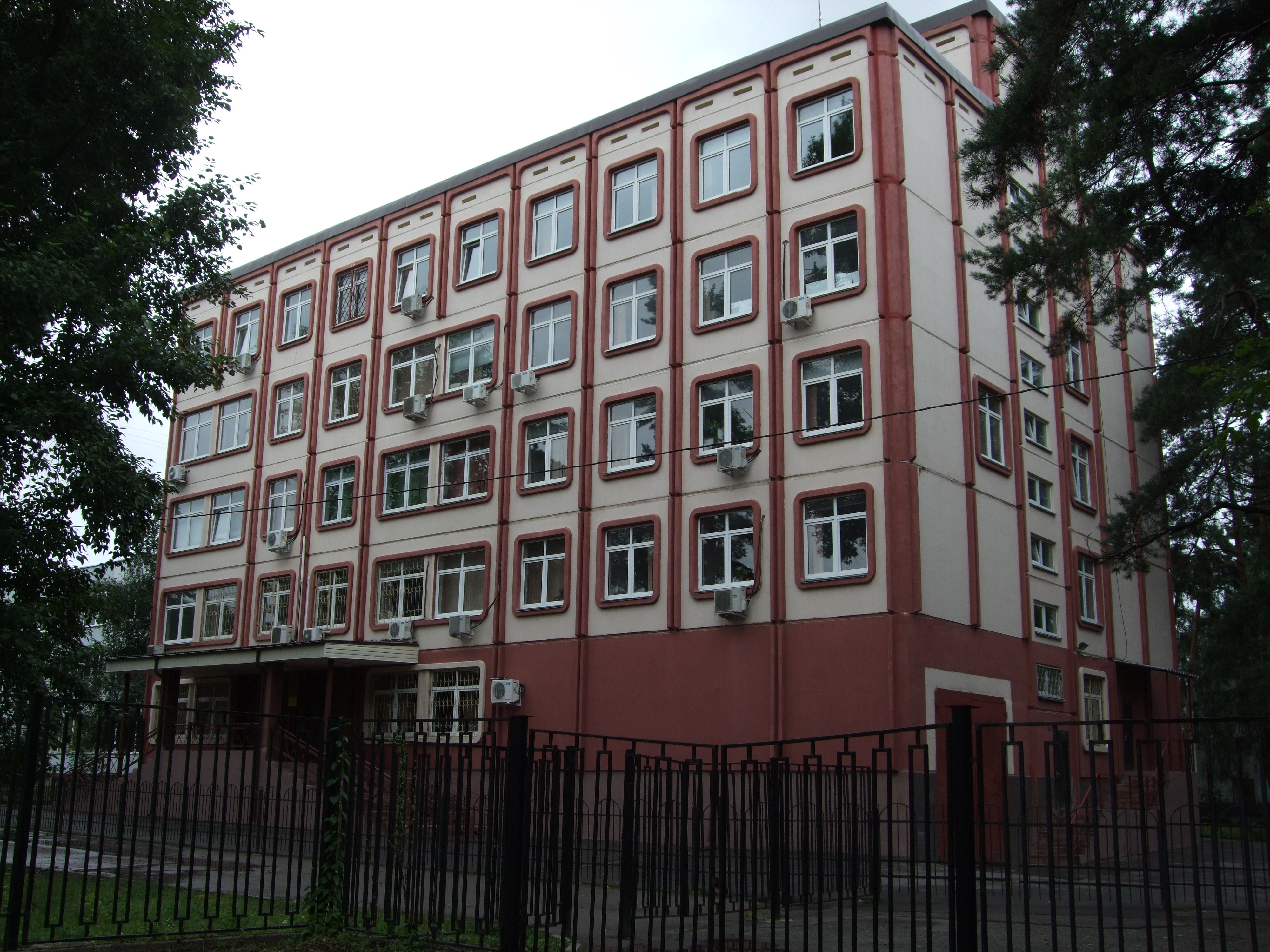
نمایی از ساختمان شماره ۷ متعلق به صندوق بازنشستگی فدراسیون روسیه - دفتر شماره ۲۸ شعبه مسکو در خیابان پالینا آسیپینکا
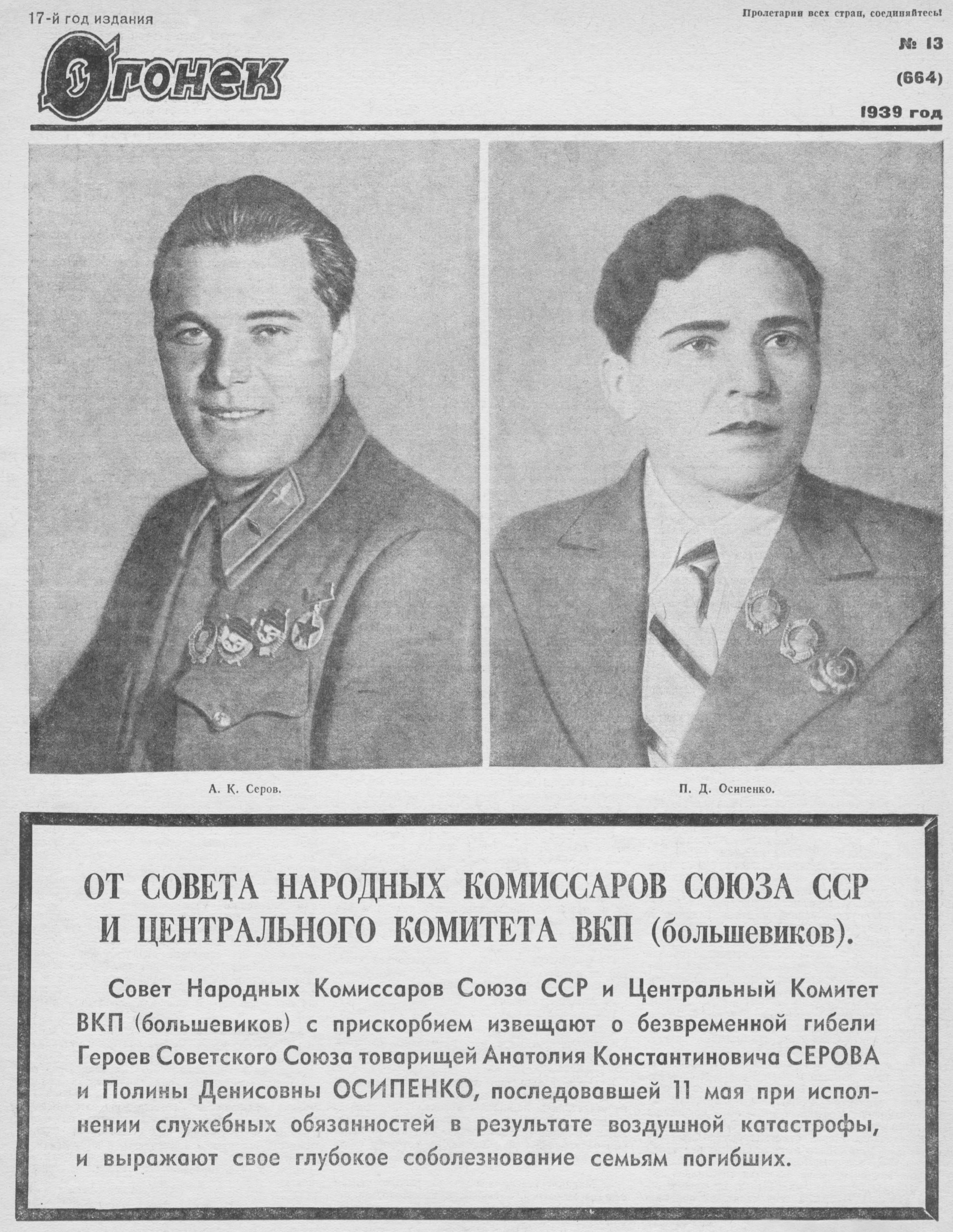
اعلامیه دولتی در مورد مرگ آناتولی سیروف و پالینا آسیپینکا
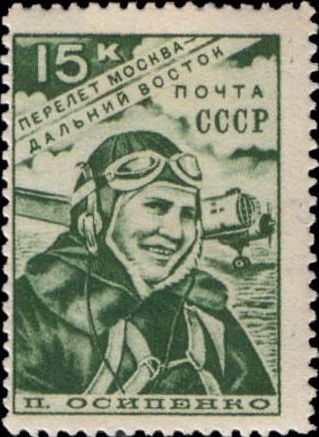
تمبر یادبود با تصویری از پالینا آسیپینکا، ۱۹۳۹
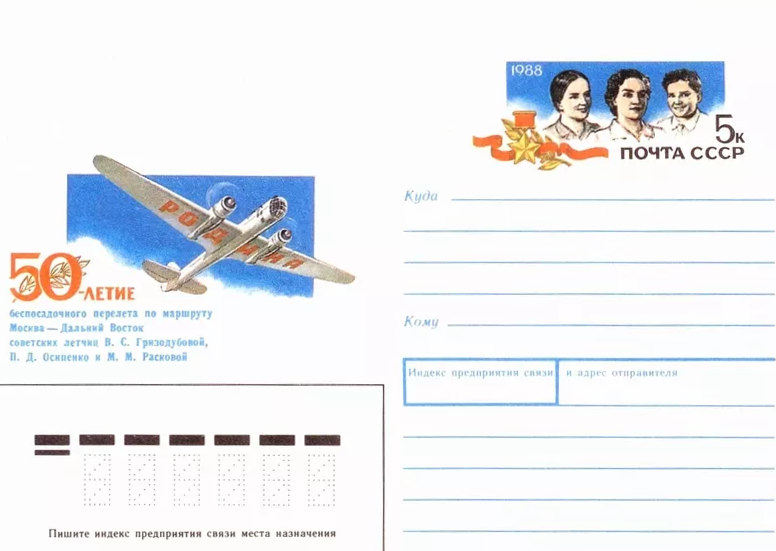
پاکت نامه‌ای با تصویر پالینا آسیپینکا، والنتینا گریزودوبوفا و مارینا راسکووا نخستین دریافت‌کنندگان نشان افتخار قهرمان اتحاد شوروی
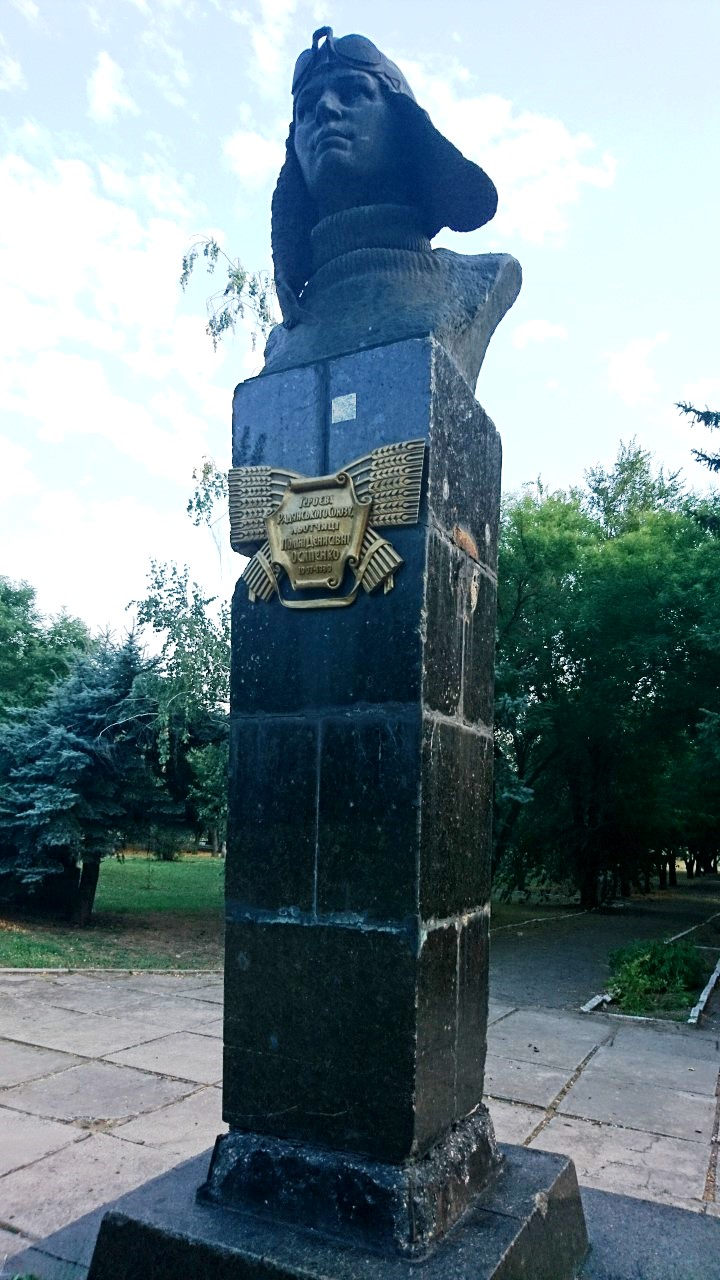
مجسمه نیم تنه او در روستای محل تولدش